# Министерство тяжёлой промышленности и государственных предприятий Индии
Министерство тяжёлой промышленности и государственных предприятий Индии администрирует 48 Центральный предприятий государственного сектора и оказывает им содействие в их усилиях по совершенствованию использования производственных мощностей и повышению рентабельности, производит ресурсы и переориентирует стратегию для большей конкурентоспособности. Министерство выступает в качестве интерфейса между госпредприятиями и другими учреждениями в долгосрочной перспективе разработки политики. Министерство также способствует реструктуризации сектора госпредприятий, чтобы сделать их деятельность конкурентной и жизнеспособной на долгосрочной и устойчивой основе.